# Эстан, Люк
Люк Эстан (при рождении — Люсьен Бастар) (фр. Luc Estang; 12 ноября 1911, Париж — 25 июля 1992, там же) — французский писатель
, поэт, журналист, эссеист.

## Биография
Родился в семье часовщика-ювелира. Получил образование в духовных колледжах Франции и Бельгии.
В 1929 году вернулся в Париж, принадлежал к богеме, был безработным, работал в страховом обществе.
С 1934 года — журналист, литературный критик газеты «Figaro», сотрудник газеты «La Croix» (в 1940—1955 годах был литературным руководителем). С 1956 года входил в совет директоров издания «Seuil».
В 1962 году получил Большую литературную премию Французской академии. В 1971 году — лауреат премии Maison de la Presse.
В 1973 году был кандидатом во Французскую академию.

## Творчество
Поэт и прозаик католического направления. Дебютировал в 1938 году.
Автор сборников стихов «По ту сторону себя» (1938), «Укрощение тайны» (1943), цикла «О ночи бессонной и темной» (1962). Проблемам религиозного воспитания посвящена трилогия «Бремя душ» («Стигматы», 1949—1954, премия Общества литераторов Франции, 1950). Католицизм прославляется в дилогии «Счастье и спасение» (1961) и романе «Отступник» (1968).

## Избранные произведения
Поэзия
- Au-delà de moi-même, 1938
- Transhumances, 1939.
- Puissances du matin, 1941.
- le Mystère apprivoisé, 1943,
- Les Béatitudes, 1945.
- Les Sens apprennent, 1947.
- Le Poème de la mer, 1950.
- Les Quatre éléments, 1956.
- D’une nuit noire et blanche, 1962.
- La Laisse du temps, 1977.
- Corps à cœur, 1982.
- Mémorable planète, 1991.

Эссе
- Petite Histoire du romantisme, 1940.
- Invitation à la poésie, 1943.
- Le Passage du Seigneur, 1945.
- Présence de Bernanos, 1947.
- Ce que je crois, 1956.
- Julien Green, 1990.

Романы
- Трилогия: Charges d'âmes :
  - Les Stigmates , 1949
  - Cherchant qui dévorer, 1951.
  - Les Fontaines du grand abîme, 1954.
- L’Interrogatoire, 1957.
- L’horloger du Cherche-Midi, 1959.
- Le Bonheur et le salut, 1961.
- Que ces mots répondent, 1964.
- L’Apostat, 1968.
- La Fille à l’oursin, 1971
- Il était un p’tit homme, 1975.
- Les Déicides, 1980.
- Les femmes de M. Legouvé, 1983.
- Le Loup meurt en silence, 1984.
- Celle qui venait du rêve, 1989.